# 納季伊夫

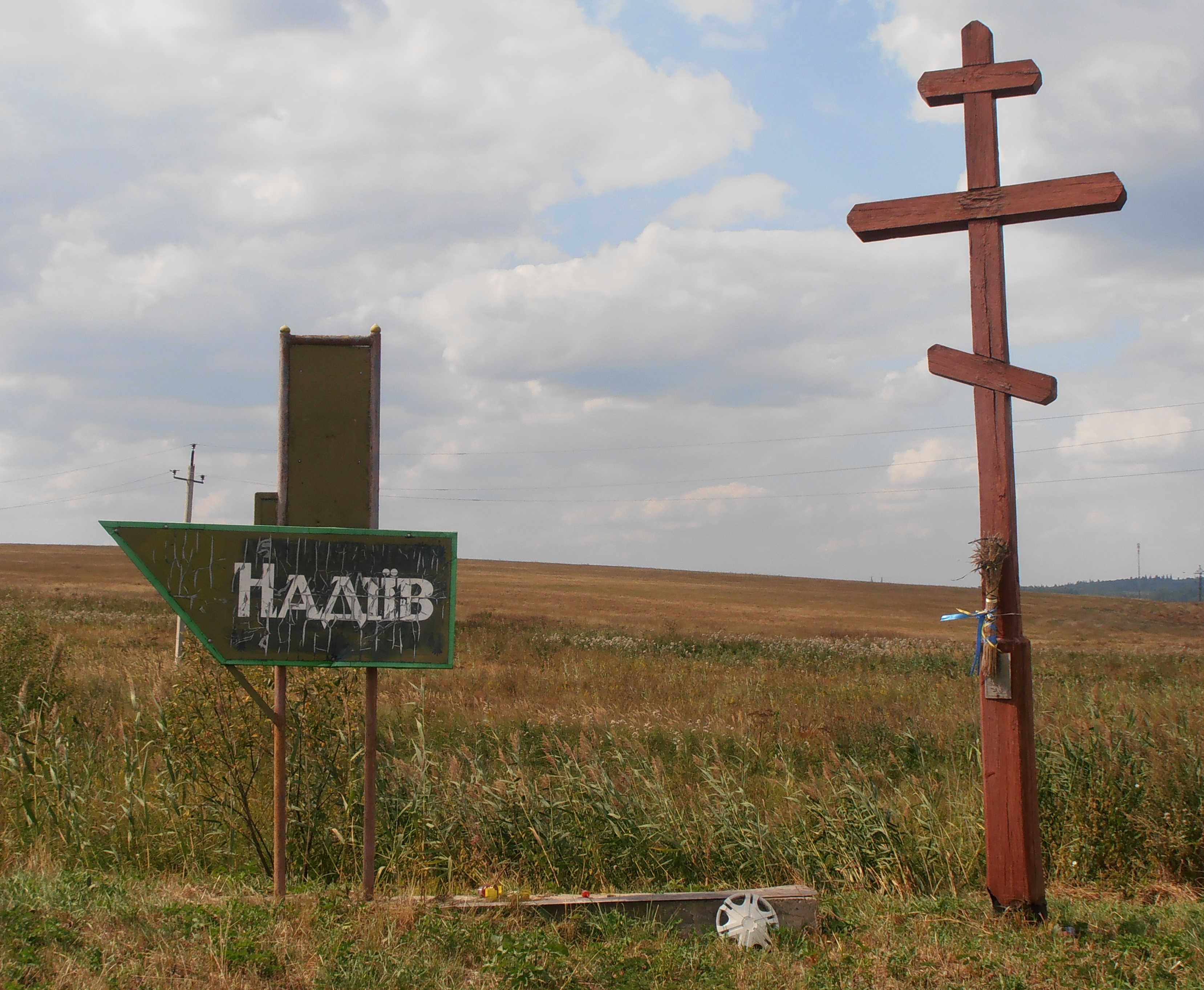

納季伊夫（烏克蘭語：Надіїв），是烏克蘭西部的村莊，隸屬伊萬諾-弗蘭科夫斯克州的卡盧什區。該村始建於1469年，面積23平方公里，2001年人口1,354，人口密度每平方公里58.8人。
48°59′54″N 24°4′50″E / 48.99833°N 24.08056°E